# Vádpatak
Vádpatak, románul Valea Vadului település Romániában, Kolozs megyében.

## Fekvése
A megye déli részén, a Vád patak völgyében fekszik, Tordától nyugatra, Kolozsvártól délre.

## Története
A trianoni békeszerződésig területe Torda-Aranyos vármegye alsójárai járásához tartozott, de 1956-ig nem volt önálló település, hanem Aranyosivánfalva része volt. 1956-ban független településsé vált, közigazgatásilag azonban Alsójára község része.

## Lakossága
1956-ban 114 román lakosa volt.
2002-ben 53 román nemzetiségű személy lakta.